# Corynascidia alata
Corynascidia alata är en sjöpungsart som beskrevs av Monniot 1991. Corynascidia alata ingår i släktet Corynascidia och familjen högermagade sjöpungar. Inga underarter finns listade i Catalogue of Life.